# Saint-Hilaire-sur-Helpe
Saint-Hilaire-sur-Helpe – miejscowość i gmina we Francji, w regionie Hauts-de-France, w departamencie Nord.
Według danych na rok 1990 gminę zamieszkiwało 846 osób, a gęstość zaludnienia wynosiła 55 osób/km² (wśród 1549 gmin regionu Nord-Pas-de-Calais Saint-Hilaire-sur-Helpe plasuje się na 613. miejscu pod względem liczby ludności, natomiast pod względem powierzchni na miejscu 121.).